# ژولکفا

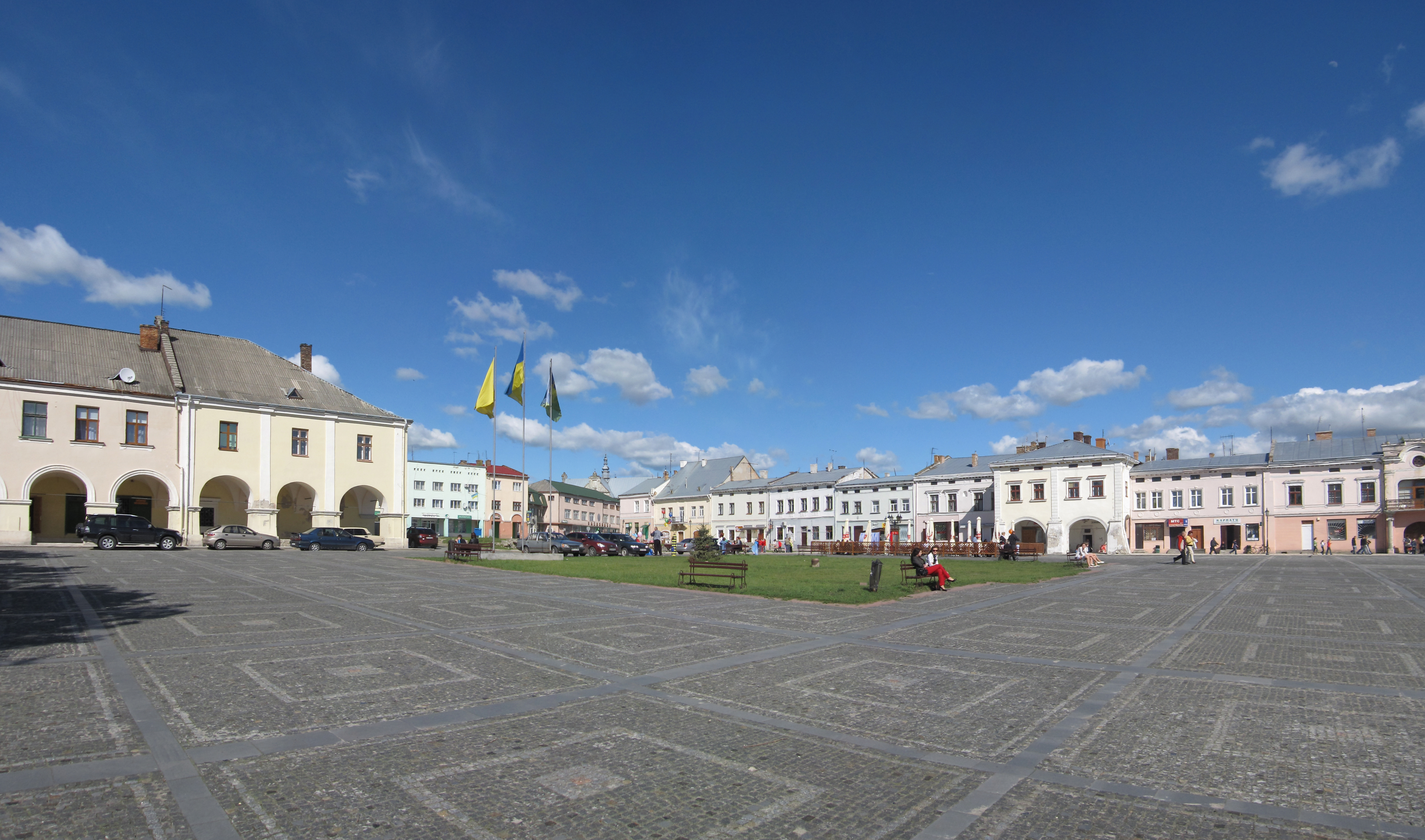
ژولکفا

ژولکفا (به انگلیسی: Zhovkva) نام شهری واقع در استان الفیف اوبلاست، اوکراین است. جمعیت این شهر ۱۳,۸۹۵ نفر (۲۰۲۱ تخمینی) است.

## نگارخانه

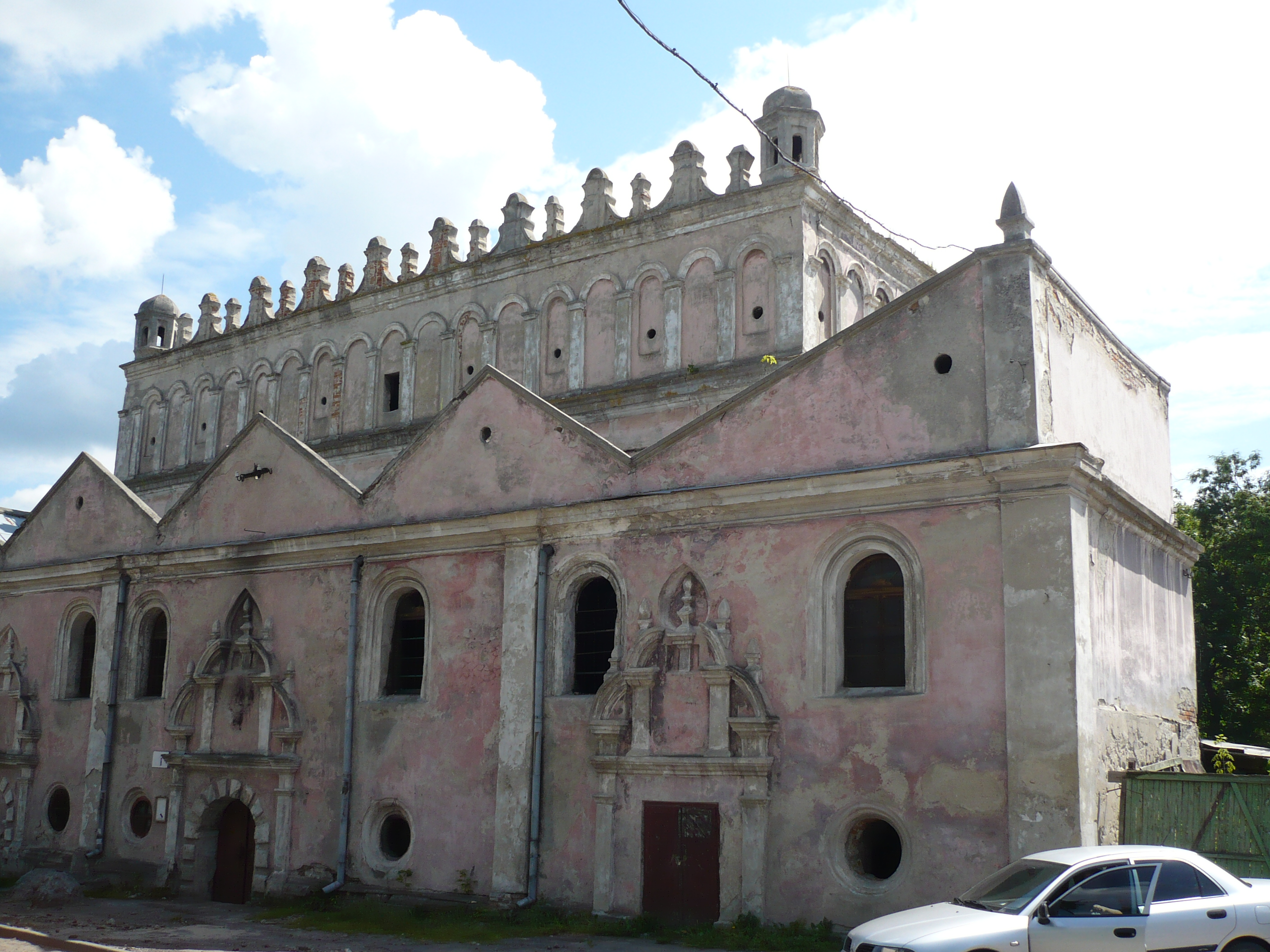
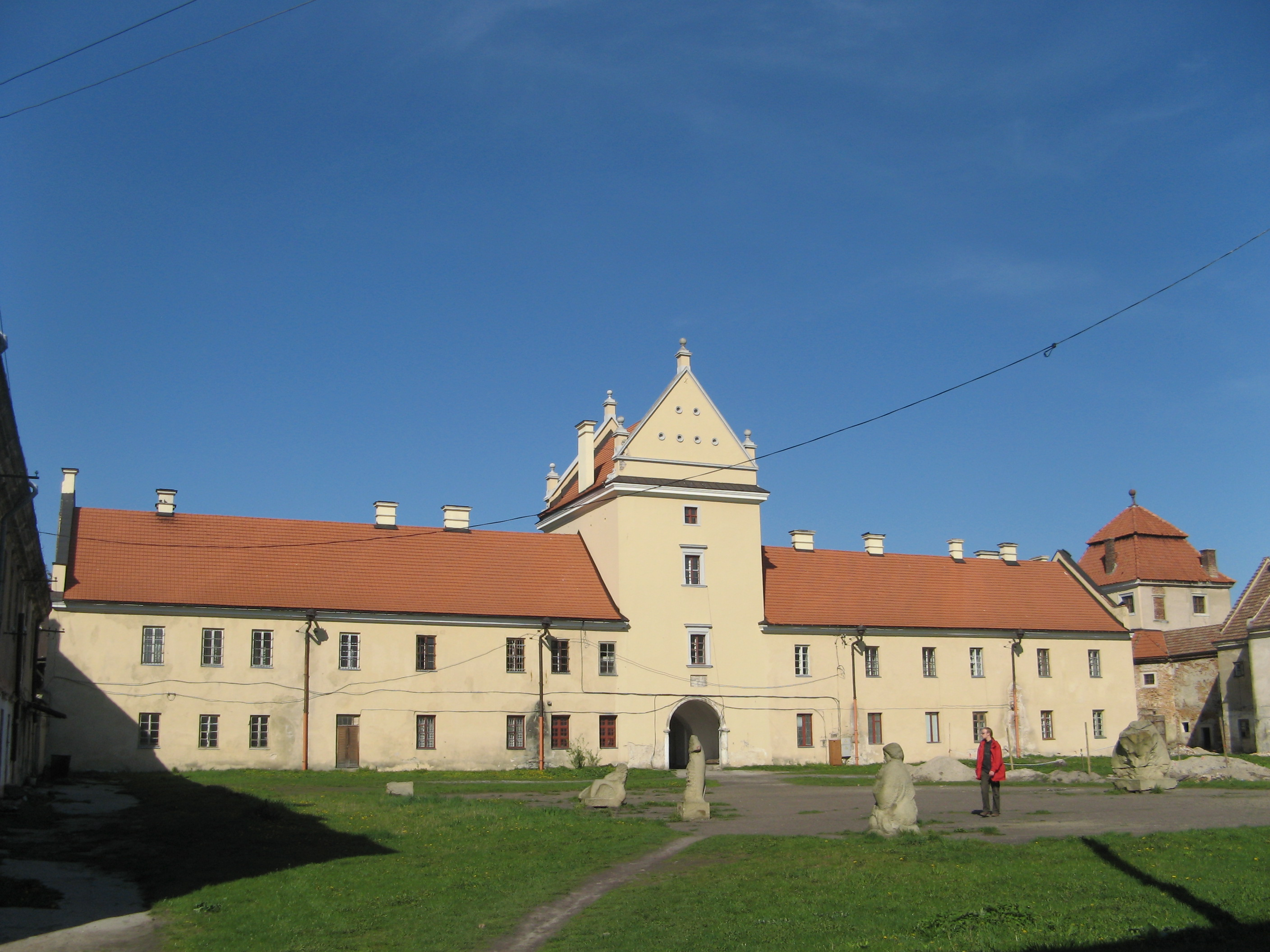
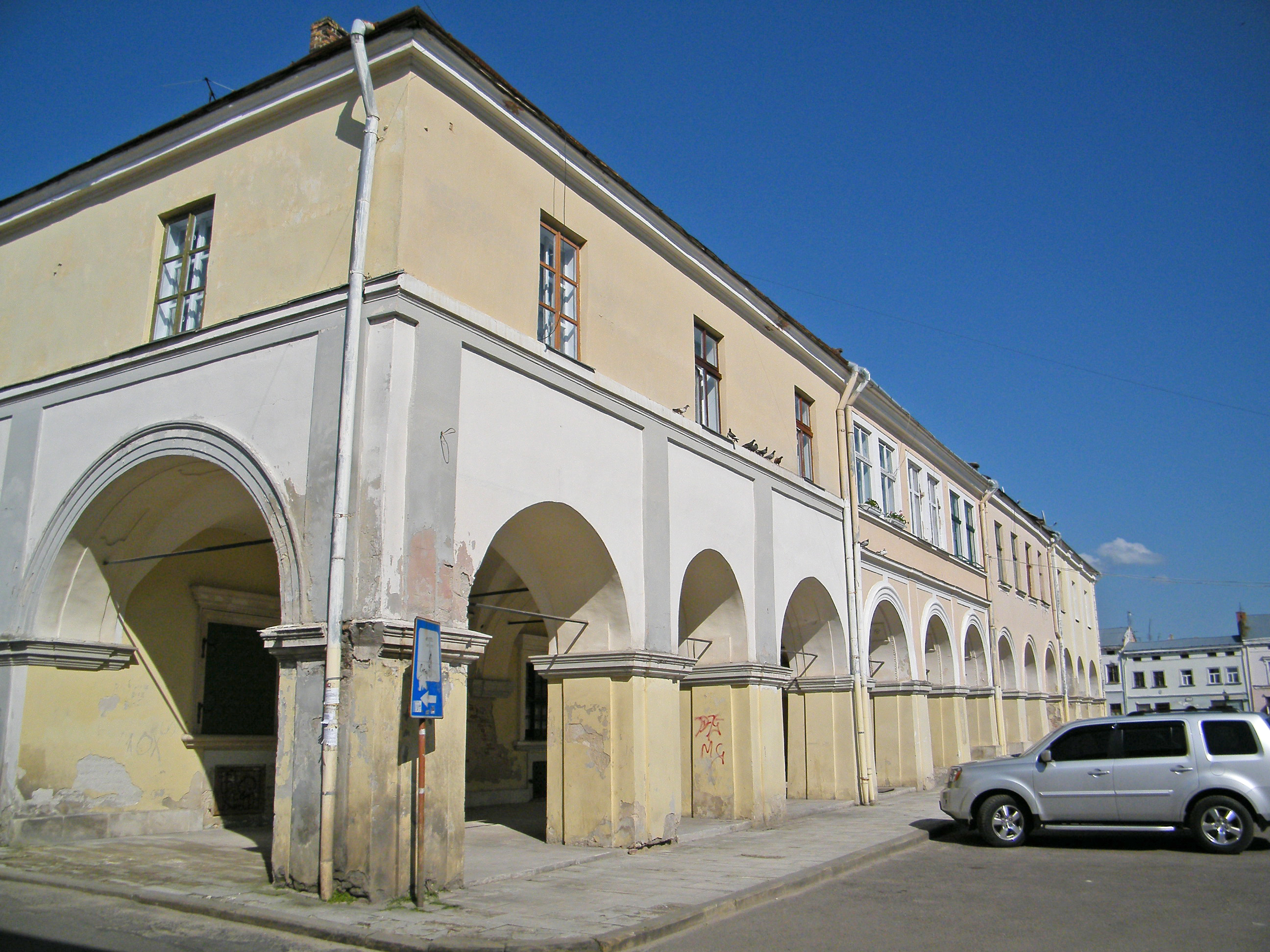
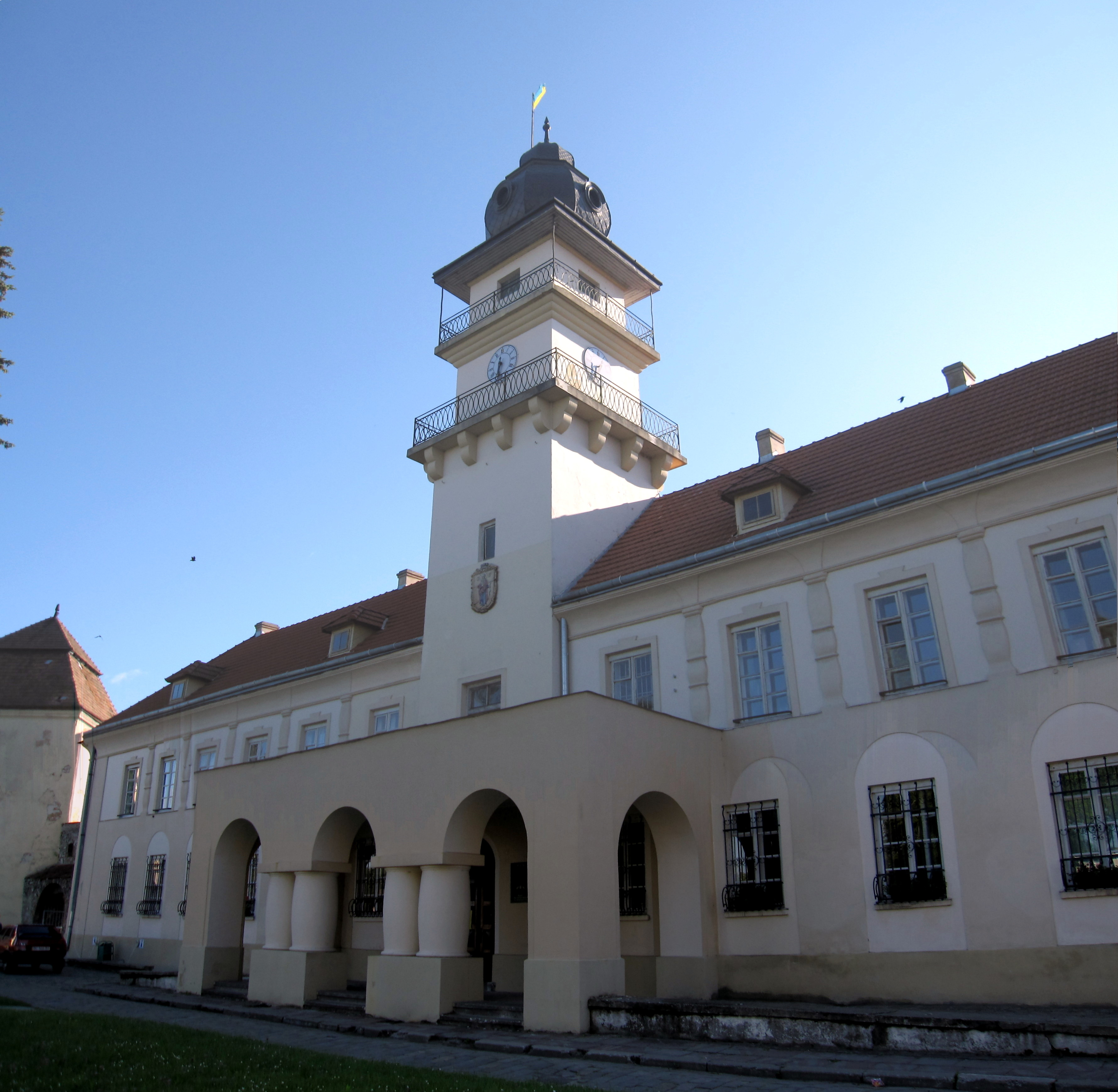